# Eulithis convergenata
Eulithis convergenata är en fjärilsart som beskrevs av Bremer 1864. Eulithis convergenata ingår i släktet Eulithis och familjen mätare. Inga underarter finns listade i Catalogue of Life.